# Clarisse Chesneau
Clarisse Chesneau, née le 23 janvier 1971, est une nageuse synchronisée française.

## Biographie
Clarisse Chesneau remporte la médaille d'argent par équipe aux Championnats d'Europe de natation 1991.